# Родень
Ро́день — древнерусский город, находившийся к югу от Канева близ впадения в Днепр реки Рось.

## История
Один из древнейших городов Руси, возникших в сосредоточии славянских земель Среднего Поднепровья. Археологические исследования датируют первые поселения на так называемой Княжьей Горе VII—VIII веками. По одной из версий, Родень являлся одним из древних племенных центров восточных славян и служил местом культа раннеславянского бога Рода, которого почитали как творца всего сущего. Находясь на водном пути «из варяг в греки», а также связывая Поросье с Днепром, Родень быстро развивался и превратился в значительный экономический и культурный центр, став одной из сильнейших крепостей на юге Руси.
Во времена князя Святослава Игоревича в Родне находился «двор теремьный». В 978 году, во время усобицы за киевский престол, здесь укрывался князь Ярополк, однако после продолжительной осады был убит варягами-наёмниками князя Владимира Святославича. Наивысшего культурного и экономического развития Родень достиг в XI—XII веках. Он был не только крепостью Поросской оборонительной линии против набегов кочевников, но и важным ремесленным и торговым центром. Во времена полюдья близ Родня находился пункт погрузки товаров и снаряжения кораблей перед их отправлением в Византию. Б. А. Рыбаков высказывал предположение, что Родень — это загадочный город Арсания (Артания), о котором говорят восточные авторы.
Родень был разрушен во время Батыева нашествия и более не восстанавливался.

## Расположение
Родень расположен на одном из высоких холмов Каневской гряды, получившем название Княжья гора. Она находится на правом берегу Днепра близ устья реки Рось между Каневом и селом Пекари Черкасской области. Княжья гора вытянута с северо-востока на юго-запад и стрелкой выходит к Днепру. Она возвышается на 63 м над уровнем Днепра и окружающими горами. С двух стороны горы пролегают глубокие овраги, усиливающие её недоступность. Неоднократные обвалы склонов значительно уменьшили площадь Княжьей горы, которая ныне составляет всего 4 га.
Как и все древнерусские города, Родень имел детинец и посад. Детинец размещался на мысовой части Княжьей горы и был укреплён валом и рвом, сохранившихся только в напольной части на высоту 6 м при ширине 9,5 м. Перед валом проходил глубокий ров. По верху валов шли крепостные дубовые стены-городни, следы которых выявлены при раскопках. В центре напольной части укреплений находился въезд в детинец, над которым возвышалась деревянная башня. Посад Родня занимал остальную часть Княжьей горы и по площади был почти вдвое больше детинца. С напольной стороны он был укреплён двумя рядами валов и рвов. Со временем они очень расплылись, так как не имели внутренних конструкций, и сохранились только на высоту 1,5 м при ширине до 4 м.
В мысовой части Княжьей горы открыты остатки трёх больших срубных сооружений, где найдены серебряные и золотые украшения. Возможно, это были княжеские хоромы, где жил Ярополк во время осады города. Поблизости находилась деревянная церковь. Основная масса городской застройки представляла собой усадьбы с жилищами и хозяйственными постройками.
Существует также гипотеза, что остатками летописного Родня является не Княжья гора, а расположенное южнее городище Заводище (Бычаки).

## Археологическое изучение

Раскопки Мезенцева, Галина Георгиевна

Открытие Родня относится ко второй половине XIX века. Первыми, кто обнаружили его, были искатели кладов. Драгоценные предметы, добытые ими, заинтересовали учёных. Археологическое изучение Родня начал в 1876 году Д. Я. Самоквасов. Раскопки Родня проводил в 1891 году Николай Беляшевский, раскопавший значительную часть детинца и нашедший большое количество разнообразных орудий труда, оружия, а также клады с золотыми и серебряными украшениями. С 1958 по 1965 год изучение Родня проводилось археологическими экспедициями Киевского университета под руководством Г. Г. Мезенцевой. Были продолжены раскопки на детинце Родня, проведены раскопки его посада, открыт и исследован могильник. Эти раскопки позволили установить систему укреплений Родня, планировку города, устройство жилищ, мастерских, хозяйственных построек и обряды погребений. Основная масса находок из Княжьей горы датируется IX—XIII веками.